# Crassula exilis
Crassula exilis là một loài thực vật có hoa trong họ Crassulaceae. Loài này được Harv. miêu tả khoa học đầu tiên năm 1862.